# Tarkwa
Tarkwa – miasto i stolica dystryktu Tarkwa-Nsuaem w Regionie Zachodnim w Ghanie, 190 km na zachód od Akry, jeden z większych węzłów kolejowych w kraju. Tu też znajdują się największe kopalnie złota. Miejskie zakłady przemysłowe produkują materiały budowlane i różne dobra konsumpcyjne. Według spisu w 2010 roku liczy 28 tys. mieszkańców. 